# Élections parlementaires paluanes de 2024
Des élections parlementaires se tiennent aux Palaos le 5 novembre 2024 pour renouveler les deux chambres du Congrès national. Elles se tiennent en même temps que l'élection présidentielle,.

## Système politique et électoral
Ancien territoire sous souveraineté des États-Unis jusqu'en 1994, les Palaos ont un système de gouvernement qui s'inspire en partie du modèle américain. Le pays est une république à régime présidentiel ; le président des Palaos est à la fois chef de l’État et chef du gouvernement. Indépendant de l'exécutif, le Congrès national est un parlement bicaméral, composé d'une Chambre des délégués et d'un Sénat, intégralement renouvelés tous les quatre ans au suffrage universel direct. 
La Chambre est composée de 16 sièges pourvus au scrutin uninominal majoritaire à un tour dans autant de circonscriptions correspondant aux 16 États des Palaos. Dans chacune d'elles, les électeurs votent pour le candidat de leur choix, et celui ayant recueilli le plus de suffrages est élu,.
Le Sénat est quant à lui composé d'un nombre de sièges qui varie tous les huit ans, étant déterminé par une commission parlementaire. Il est fixé à 15 pour ces élections. Ces sièges sont pourvus au scrutin majoritaire plurinominal à un tour, dans une seule circonscription nationale. Chaque électeur dispose de 15 voix qu'il distribue à autant de candidats qu'il le souhaite, à raison d'une voix par candidat. Après décompte des suffrages, les quinze candidats arrivés en tête sont élus,. 
Il n'y a pas de parti politique aux Palaos. Les candidats aux élections sont par conséquent tous indépendants.

## Résultats
Les résultats sont les suivants :

### Chambre des délégués

#### État deKayangel
| Candidat            | Voix | % | Résultat | Remarques |
| ------------------- | ---- | - | -------- | --------- |
| Noah Kemesong       | 137  |   | réélu    |           |
| Wayland Dulei Keizi | 75   |   |          |           |

bulletins blancs : 2

bulletins nuls : 0

#### État deNgarchelong
| Candidat                                    | Voix | % | Résultat | Remarques |
| ------------------------------------------- | ---- | - | -------- | --------- |
| Timothy Sinsak                              | 387  |   | réélu    |           |
| « candidat par écrit » : Shanton Minor West | 63   |   |          |           |
| autres « candidats par écrit »              | 2    |   |          |           |

bulletins blancs : 48

bulletins nuls : 0

#### État deNgaraard
| Candidat                | Voix | % | Résultat | Remarques |
| ----------------------- | ---- | - | -------- | --------- |
| Gibson Kanai            | 280  |   | réélu    |           |
| Wilbert Ngirakamerang   | 209  |   |          |           |
| « candidats par écrit » | 1    |   |          |           |

bulletins blancs : 18

bulletins nuls : 0

#### État deNgiwal
| Candidat                | Voix | % | Résultat      | Remarques |
| ----------------------- | ---- | - | ------------- | --------- |
| Ellender Ngirameketii   | 140  |   | élu           |           |
| Masasinge Arurang       | 117  |   | sortant battu |           |
| Elmis Mesubed Bechab    | 50   |   |               |           |
| Eugene "Usin" Termeteet | 40   |   |               |           |

bulletins blancs : 7

bulletins nuls : 0

#### État deMelekeok
| Candidat                | Voix | % | Résultat      | Remarques |
| ----------------------- | ---- | - | ------------- | --------- |
| Silverius Ouch Tellei   | 216  |   | élu           |           |
| Frutoso Tellei          | 138  |   | sortant battu |           |
| « candidats par écrit » | 1    |   |               |           |

bulletins blancs : 14

bulletins nuls : 0

#### État deNgchesar
| Candidat                   | Voix | % | Résultat      | Remarques |
| -------------------------- | ---- | - | ------------- | --------- |
| Rebecca Sebalt Ngirmechaet | 137  |   | élue          |           |
| Sabino Anastacio           | 133  |   | sortant battu |           |

bulletins blancs : 4

bulletins nuls : 0

#### État d'Airai
| Candidat                | Voix | % | Résultat | Remarques |
| ----------------------- | ---- | - | -------- | --------- |
| Stephanie Ngirchoimei   | 299  |   | élue     |           |
| Ralph Kanai             | 129  |   |          |           |
| Johana Ngiruchelbad     | 129  |   |          |           |
| Williander Ngotel       | 85   |   |          |           |
| Reagan Sidoi            | 85   |   |          |           |
| « candidats par écrit » | 3    |   |          |           |

bulletins blancs : 14

bulletins nuls : 1

#### État deNgardmau
| Candidat          | Voix | % | Résultat | Remarques |
| ----------------- | ---- | - | -------- | --------- |
| Blesoch Aderkeroi | 84   |   | élu      |           |
| Fermin Meriang    | 82   |   |          |           |
| Dodger Kumangai   | 71   |   |          |           |

bulletins blancs : 8

bulletins nuls : 0

#### État deNgaremlengui
| Candidat             | Voix | % | Résultat      | Remarques |
| -------------------- | ---- | - | ------------- | --------- |
| Portia Franz Kesolei | 180  |   | élue          |           |
| Swenny Ongidobel     | 124  |   | sortant battu |           |

bulletins blancs : 3

bulletins nuls : 0

#### État deNgatpang
| Candidat                | Voix | % | Résultat | Remarques |
| ----------------------- | ---- | - | -------- | --------- |
| Francesca Ruluked Otong | 133  |   | élue     |           |
| John Tetchitong         | 105  |   |          |           |

bulletins blancs : 11

bulletins nuls : 1

#### État d'Aimeliik
| Candidat                | Voix | % | Résultat | Remarques |
| ----------------------- | ---- | - | -------- | --------- |
| Warren Umetaro          | 271  |   | réélu    |           |
| « candidats par écrit » | 3    |   |          |           |

bulletins blancs : 32

bulletins nuls : 0

#### État deKoror
| Candidat                | Voix  | % | Résultat | Remarques |
| ----------------------- | ----- | - | -------- | --------- |
| Mengkur Rechelulk       | 1 301 |   | réélu    |           |
| Joseph Aitaro           | 1 180 |   |          |           |
| « candidats par écrit » | 4     |   |          |           |

bulletins blancs : 159

bulletins nuls : 2

#### État dePeleliu
| Candidat                | Voix | % | Résultat | Remarques |
| ----------------------- | ---- | - | -------- | --------- |
| Nace Soalablai          | 264  |   | réélu    |           |
| Serelina Bota Ridep     | 133  |   |          |           |
| « candidats par écrit » | 2    |   |          |           |

bulletins blancs : 16

bulletins nuls : 0

#### État d'Angaur
| Candidat                | Voix | % | Résultat | Remarques |
| ----------------------- | ---- | - | -------- | --------- |
| Mario Gulibert          | 111  |   | réélu    |           |
| Kennosuke Suzuky        | 61   |   |          |           |
| « candidats par écrit » | 2    |   |          |           |

bulletins blancs : 11

bulletins nuls : 1

#### État deSonsorol
| Candidat                | Voix | % | Résultat | Remarques |
| ----------------------- | ---- | - | -------- | --------- |
| Yutaka Gibbons Jr.      | 118  |   | réélue   |           |
| « candidats par écrit » | 4    |   |          |           |

bulletins blancs : 4

bulletins nuls : 0

#### État deHatohobei
| Candidat                                | Voix | % | Résultat | Remarques |
| --------------------------------------- | ---- | - | -------- | --------- |
| Sebastian Marino                        | 36   |   | réélu    |           |
| « candidat par écrit » : Charles Patris | 23   |   |          |           |
| autres « candidats par écrit »          | 1    |   |          |           |

bulletins blancs : 8

bulletins nuls : 0

### Sénat
| Candidat                                     | Voix  | % | Résultat      | Remarques             |
| -------------------------------------------- | ----- | - | ------------- | --------------------- |
| Steve Kuartei                                | 5 225 |   | réélu         |                       |
| Mason Ngirchechebangel Whipps                | 5 019 |   | réélu         |                       |
| Andrew Tabelual                              | 4 742 |   | réélu         |                       |
| Mark Rudimch                                 | 4 622 |   | réélu         |                       |
| Brian Melairei                               | 4 088 |   | élu           |                       |
| Kazuki Topps Sungino                         | 4 070 |   | réélu         |                       |
| Siegfried Bai Nakamura                       | 4 053 |   | élu           |                       |
| Secilil Eldebechel                           | 4 048 |   | réélu         |                       |
| Ann Latii Pedro                              | 4 039 |   | élue          |                       |
| Imrur Remengesau                             | 4 003 |   | réélu         |                       |
| Salvador Sadoi Tellames                      | 3 929 |   | élu           |                       |
| Lentcer Basilius                             | 3 884 |   | élu           |                       |
| Rukebai Kikuo Skey Inabo                     | 3 787 |   | réélue        |                       |
| Lee Otobed                                   | 3 704 |   | élu           |                       |
| Hokkons Baules                               | 3 657 |   | réélu         |                       |
| Kerai Mariur                                 | 3 593 |   | sortant battu | ancien vice-Président |
| Joann Risong Tarkong                         | 3 052 |   |               |                       |
| Umiich Sengebau                              | 3 009 |   | sortant battu |                       |
| Ann Kloulechad Singeo                        | 2 947 |   |               |                       |
| Blodak Quichocho                             | 2 852 |   |               |                       |
| Vierra Joel Toribiong                        | 2 784 |   |               |                       |
| Sandra Sumang Pierantozzi                    | 2 558 |   |               |                       |
| Jeff Ngirarsaol                              | 2 519 |   |               |                       |
| Dilmei Olkeriil                              | 1 773 |   |               |                       |
| Moses Uludong                                | 1 665 |   |               |                       |
| « candidat par écrit » : Ziske Kerai Asanuma | 615   |   |               |                       |
| Ismael Remoket                               | 309   |   |               |                       |
| autres « candidats par écrit                 | 78    |   |               |                       |

bulletins blancs : 9

bulletins nuls : 570